# Óláfs saga Tryggvasonar en mesta

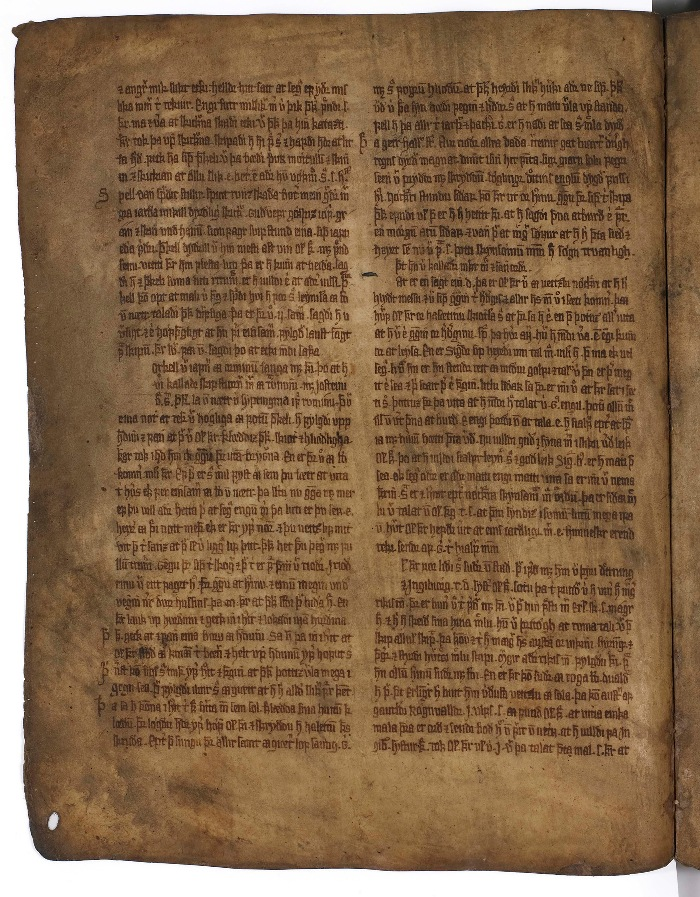
Page de la saga royale (Óláfs saga Tryggvasonar en mesta)

Óláfs saga Tryggvasonar en mesta (« La plus grande saga d'Olaf Tryggvason » en français) est l'une des sagas royales. Il s'agit d'une large biographie 
du roi de Norvège Olaf Tryggvason. Composée autour de 1300, elle prend pour base la Óláfs saga Tryggvasonar, tirée de la Heimskringla de Snorri Sturluson, et l'enrichit abondamment d'éléments empruntés aux biographies précédentes réalisées par Oddr Snorrason et Gunnlaugr Leifsson, ainsi que d'autres sources moins directes.